# Rockstar Games
Rockstar Games, Inc. (oft einfach nur Rockstar genannt bzw. abgekürzt R*) ist ein US-amerikanischer Publisher, verantwortlich für die Produktion und Vermarktung von Spielereihen wie Grand Theft Auto, Max Payne, Red Dead, Midnight Club, Bully, Manhunt, und The Warriors. Das Unternehmen ist eine Tochtergesellschaft und eigenständiges Label des US-Computerspielpublishers Take 2 Interactive und ging aus der Akquise der BMG Interactive durch Take 2 hervor. Gegründet wurde Rockstar 1998 von Sam Houser, Dan Houser sowie Terry Donovan, Jamie King und Gary J. Foreman in New York City. Alle fünf Gründungsmitglieder arbeiteten zuvor schon bei BMG Interactive bzw. Take 2 zusammen.

## Allgemein

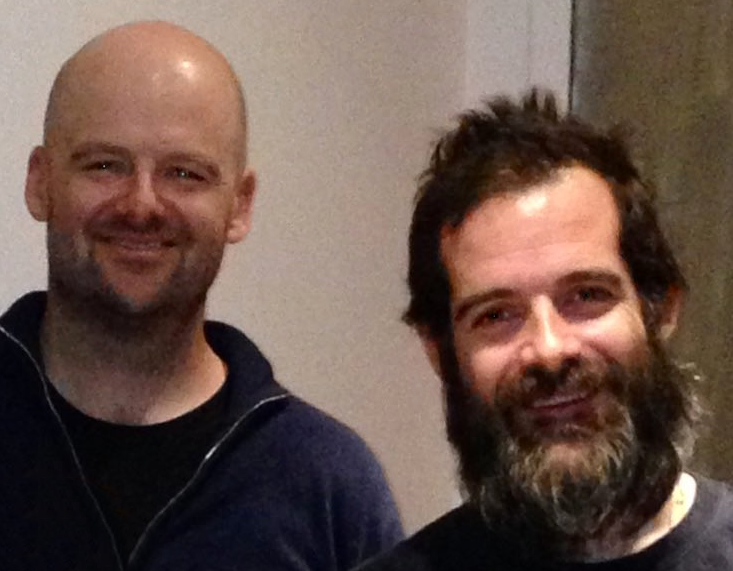
Rockstar-Gründer Dan (links) und Sam Houser (rechts)

Im März 1998 übernahm der amerikanische Publisher Take 2 Interactive BMG Interactive, die Computerspiel-Division des Medienkonzerns Bertelsmann, für 14,2 Millionen US-Dollar. Zwar konnte BMG Interactive mit Grand Theft Auto (GTA) einen Überraschungserfolg landen, dennoch entschied sich die Konzernspitze um Thomas Middelhoff für den Verkauf der Computerspiel-Sparte. Sam Houser, zu diesem Zeitpunkt Entwicklungsleiter und Produzent bei BMG Interactive in Großbritannien, überzeugte Take-2-Eigner Ryan Brant, die bisherige BMG Interactive als eigenständiges Label aufrechtzuerhalten. Daraus entstand 1998 die in New York ansässige Rockstar Games. 1999 übernahm Take 2 auch das GTA-Entwicklerstudio DMA Design für elf Millionen US-Dollar. Es wurde später in Rockstar North umbenannt.
Rockstar betreibt eine Gruppe an Entwicklungsstudios weltweit, die in der Mehrheit aufgekauft und in die Rockstar-Familie eingegliedert wurden, beispielsweise Rockstar North (früher: DMA Design) oder Rockstar San Diego (früher: Angel Studios). Sie entwickeln das Gros der unter dem Rockstar-Label veröffentlichten Titel. Allerdings entstanden einige Titel auch als externe Arbeiten im Verlag von Rockstar, zum Beispiel State of Emergency von VIS Entertainment oder Oni von Bungie West.
Im April 2000 erwarb der Mutterkonzern mehrere Assets des Partnerunternehmens GameTek, darunter das Entwicklungsstudio Alternative Reality Technologies aus dem kanadischen Oakville. Es wurde später zunächst in Rockstar Canada umbenannt. 2002 erwarb Take 2 außerdem den in Vancouver ansässigen Entwickler Barking Dog Studios, der zu Rockstar Vancouver umbenannt wurde, während Rockstar Canada künftig als Rockstar Toronto geführt wurde. 2012 schloss Rockstar sein Studio in Vancouver und legte es mit Rockstar Toronto zusammen.
Durch das Engagement Rockstars im Bereich Musik, in Form der Soundtrack-Box-Sets zu Grand Theft Auto: Vice City und Grand Theft Auto: San Andreas, bzw. Film, als Co-Produzent des Filmes The Football Factory und Produzent der Dokumentation Sunday Driver, wird das Unternehmen oftmals auch Rockstar Entertainment genannt.
Gründer Dan Houser – der 2019 nach der Veröffentlichung von Red Dead Redemption 2 bereits einer längeren Auszeit genommen hatte – verließ Rockstar Games am 11. März 2020.
Am 5. Dezember 2023 veröffentlichte Rockstar Games den Trailer zum nächsten Teil der Grand-Theft-Auto-Serie; Grand Theft Auto VI sollte ursprünglich 2025 erscheinen, jedoch kündigte das Entwicklerstudio auf seinen Social-Media-Kanälen im Mai 2025 an, dass der offizielle Releasetermin des Spiels, aufgrund von mehr benötigter Entwicklungszeit, auf den 26. Mai 2026 verlegt wurde.

## Struktur

### Studios
| Logo | Name                 | Standort              | Gründung                | Übernahme | Anmerkungen |
| ---- | -------------------- | --------------------- | ----------------------- | --------- | --- |
|      | Rockstar Dundee      | Dundee, Schottland    | 2008                    | 2020      | Gegründet als Ruffian Games |
|      | Rockstar India       | Bengaluru, Indien     | 2016                    | 2016      | Verantwortlich für die Zusammenarbeit mit der Rockstar Dedicated Unit (RDU) der indischen Animationsfirma Technicolor India |
|      | Rockstar Leeds       | Leeds, England        | 1997                    | 2004      | Gegründet als Möbius Entertainment. Grand Theft Auto: Liberty City Stories, Vice City Stories und Chinatown Wars, Beaterator, Max Payne für Game Boy Advance, L.A. Noire für Windows                                                                          |
|      | Rockstar Lincoln     | Lincoln, England      | 1992                    | 1999      | Gegründet als Spidersoft, später Tarantula Studios (1998–2002). Verantwortlich für die Lokalisation und Qualitätssicherung der meisten Rockstar-Spiele |
|      | Rockstar London      | London, England       | 2005                    | 2005      | Manhunt 2, Handheld-Version von Midnight Club: Los Angeles |
|      | Rockstar New England | Andover, USA          | 1999                    | 2008      | Gegründet als Mad Doc Software. Bekannte Arbeiten: Wii-, Xbox-360- und PC-Portierungen von Bully |
|      | Rockstar North       | Edinburgh, Schottland | 1987                    | 1999      | Gegründet 1988 als DMA Design. Bekannt durch Lemmings und Body Harvest. Entwickelt die Serien Grand Theft Auto und Manhunt. |
|      | Rockstar San Diego   | Carlsbad, USA         | 1984                    | 2003      | Gegründet als Angel Studios. Bekannte Arbeiten: Midnight-Club-Serie, Red Dead Revolver, Red Dead Redemption und Red Dead Redemption 2 |
|      | Rockstar Toronto     | Oakville, Kanada      | Anfang der 1980er-Jahre | 1999      | Gegründet als Imagexcel, später Alternative Reality Technologies (1995–1999) und Rockstar Canada (1999–2002). Bekannte Arbeiten: The Warriors, die PC-Versionen von Grand Theft Auto IV, Grand Theft Auto: Episodes from Liberty City und Grand Theft Auto V. |
|      | Citizen FX (cfx.re)  | Niederlande           | 2016                    | 2023      | Entwickelt die Drittanbieter Multiplayeranwendung FiveM (für Grand Theft Auto V) und RedM (für Red Dead Redemption). |
|      | Rockstar LA          | Los Angeles, USA      |                         | 2023      | Gegründet als Standard Deviation, eine Gruppe von Motion-Capture-Spezialisten |

### Ehemalige Studios
| Logo | Name               | Standort          | Gründung | Übernahme | Auflösung | Anmerkungen |
| ---- | ------------------ | ----------------- | -------- | --------- | --------- | --- |
|      | Rockstar Vancouver | Vancouver, Kanada | 1998     | 2002      | 2012      | Gegründet als Barking Dog Studios. Bekannte Arbeiten: PlayStation-2-Titel Canis Canem Edit und Max Payne 3.                                                                                   |
|      | Rockstar Vienna    | Wien, Österreich  | 1993     | 2003      | 2006      | Gegründet als Neo Software Produktions GmbH. Bekannte Arbeiten: Max-Payne-Serie für Konsolen, Manhunt 2 und die Portierung von Grand Theft Auto III und Grand Theft Auto: Vice City für Xbox. |

## Spiele

### Grand-Theft-Auto-Serie
Das erfolgreichste Spiel der Grand-Theft-Auto-Serie ist Grand Theft Auto: V mit über 200.000.000 verkauften Exemplaren (Stand Mai 2024). Spiele der Reihe konnten sich bis September 2015 über 220 Millionen Mal verkaufen.
| Jahr    | Titel                                    | Erstveröffentlichung       | Verkäufe  |
| ------- | ---------------------------------------- | -------------------------- | --------- |
| 1997    | Grand Theft Auto                         | 21. Okt. 1997              | 2,3 Mio.  |
| 1999    | Grand Theft Auto 2                       | 1. Jan. 1999               | 3,4 Mio.  |
| 2001    | Grand Theft Auto III                     | 23. Okt. 2001              | 14,5 Mio. |
| 2002    | Grand Theft Auto: Vice City              | 28. Okt. 2002              | 17,5 Mio. |
| 2004    | Grand Theft Auto: San Andreas            | 26. Okt. 2004              | 27,5 Mio. |
| 2004    | Grand Theft Auto Advance                 | 26. Okt. 2004              |           |
| 2005    | Grand Theft Auto: Liberty City Stories   | 25. Okt. 2005              | 9,8 Mio.  |
| 2006    | Grand Theft Auto: Vice City Stories      | 31. Okt. 2006              | 4,7 Mio.  |
| 2008    | Grand Theft Auto IV                      | 29. Apr. 2008              | 25 Mio.   |
| 2009    | Grand Theft Auto: Chinatown Wars         | 20. März 2009              | 1,9 Mio.  |
| 2009    | Grand Theft Auto IV: The Lost and Damned | 17. Feb. 2009              |           |
| 2009    | Grand Theft Auto: The Ballad of Gay Tony | 29. Okt. 2009              |           |
| 2013/15 | Grand Theft Auto V                       | 17. Sep. 2013              | 200 Mio.  |
| 2026    | Grand Theft Auto VI                      | voraussichtlich 26.05.2026 |           |

### Body Harvest
Body Harvest erschien am 20. Oktober 1998. Das Spiel für den Nintendo 64 verkaufte sich über 200.000 Mal.

### Midnight-Club-Serie
Das erfolgreichste Spiel der Midnight-Club-Serie ist Midnight Club 3: DUB Edition mit ungefähr 3,9 Millionen abgesetzten Kopien. Spiele der Reihe konnten sich insgesamt über 13 Millionen Mal verkaufen.
| Jahr | Titel                              | Erstveröffentlichung | Verkäufe |
| ---- | ---------------------------------- | -------------------- | -------- |
| 2000 | Midnight Club: Street Racing       | 25. Okt. 2000        | 2,3 Mio. |
| 2003 | Midnight Club II                   | 2. Mai 2003          | 1,9 Mio. |
| 2005 | Midnight Club 3: DUB Edition       | 11. Apr. 2005        | 3,9 Mio. |
| 2006 | Midnight Club 3: DUB Edition Remix | 13. März 2006        | 1 Mio.   |
| 2008 | Midnight Club: Los Angeles         | 20. Okt. 2008        | 3,1 Mio. |
| 2008 | Midnight Club: Los Angeles Remix   | 20. Okt. 2008        | 800.000  |

### Oni
Oni erschien am 29. Januar 2001.

### Max-Payne-Serie
Insgesamt konnten sich die Spiele der Serie über acht Millionen Mal verkaufen.
| Jahr | Titel                              | Erstveröffentlichung | Verkäufe |
| ---- | ---------------------------------- | -------------------- | -------- |
| 2001 | Max Payne                          | 25. Juli 2001        | 4,3 Mio. |
| 2003 | Max Payne 2: The Fall of Max Payne | 14. Okt. 2003        | 650.000  |
| 2012 | Max Payne 3                        | 18. Mai 2012         | 3 Mio.   |

### Manhunt-Serie
Manhunt erschien am 18. November 2003. Der Nachfolger Manhunt 2 erschien am 29. Oktober 2007 und konnte sich über 580.000 Mal verkaufen. Insgesamt konnten sich Spiele aus der Manhunt-Serie 1,7 Millionen Mal verkaufen.

### Red-Dead-Serie
Red Dead Redemption 2 erschien am 26. Oktober 2018. Von Oktober bis Dezember 2018 hat sich Red Dead Redemption 2 weltweit über 23 Millionen Mal verkauft und war in den USA das erfolgreichste Spiel des Jahres 2018. Spiele der Red-Dead-Reihe konnten sich insgesamt über 50 Millionen Mal verkaufen.
| Jahr | Titel                                 | Erstveröffentlichung | Verkäufe       |
| ---- | ------------------------------------- | -------------------- | -------------- |
| 2004 | Red Dead Revolver                     | 8. Juni 2004         | 500.000        |
| 2010 | Red Dead Redemption                   | 18. Mai 2010         | > 7,6 Mio.     |
| 2010 | Red Dead Redemption: Undead Nightmare | 26. Nov. 2010        | 1,1 Mio.       |
| 2018 | Red Dead Redemption 2                 | 26. Okt. 2018        | nahezu 64 Mio. |

### Tischtennis
Am 26. Mai 2006 erschien Rockstar Games präsentiert Tischtennis für Xbox 360 und Wii. Das Spiel verkaufte sich über 1,6 Millionen Mal.

### Bully-Serie
| Jahr | Titel                 | Erstveröffentlichung | Verkäufe  |
| ---- | --------------------- | -------------------- | --------- |
| 2006 | Canis Canem Edit      | 25. Okt. 2006        | 800.000   |
| 2008 | Bully: Die Ehrenrunde | 4. März 2008         | 1,46 Mio. |

### L.A. Noire
| Jahr    | Titel                         | Erstveröffentlichung | Verkäufe  |
| ------- | ----------------------------- | -------------------- | --------- |
| 2011/17 | L.A. Noire                    | 17. Mai 2011         | 5,43 Mio. |
| 2017    | L.A. Noire: The VR Case Files | 15. Dez. 2017        |           |

## Social Club
Der Mehrspielerservice für die Spiele von Rockstar Games wird seit April 2008 durch den eigenen Dienst Social Club bereitgestellt. Auf der PC-Version wurden die Spiele über den gleichnamigen Client verwaltet, der im September 2019 durch den Rockstar Games Launcher ersetzt wurde.

## Rechtsstreite
Im Februar 2014 verklagte Karen Gravano, die Tochter des ehemaligen Mafia-Mitglieds Sammy Gravano, Rockstar Games auf 40 Mio. US-Dollar Schadensersatz, je 20 Mio. als Entschädigung sowie als Kompensation. Ihre Anklage war, dass Rockstar Games in Grand Theft Auto V unberechtigterweise ihre Lebensgeschichte in den Spielverlauf der Spielfigur „Antonia Bottino“ eingebaut hätte. Die Klage wurde mittlerweile zusammen mit einer ähnlichen Klage von Lindsay Lohan, die ebenso der Meinung war, im Spiel unvorteilhaft abgebildet worden zu sein, abgewiesen.